# Oleiros (Silleda)
Oleiros (oficialmente San Miguel de Oleiros) es una parroquia española del municipio de Silleda, perteneciente a la provincia de Pontevedra, en la comunidad autónoma de Galicia.

## Historia
Hacia mediados del siglo XIX, la parroquia tenía contabilizada una población de doscientos habitantes. Aparece descrita en el duodécimo volumen del Diccionario geográfico-estadístico-histórico de España y sus posesiones de Ultramar de Pascual Madoz con las siguientes palabras:

OLEIROS (San Miguel): felig. en la prov. de Pontevedra (8 leg.), part. jud. de Lalin (2), dióc. de Lugo, ayunt. de Chapa (1 3/4). sit. en la márg. izq. del r, Deza, con buena ventilacion y clima sano. Tiene 42 casas distribuidas en las ald. de Laje, Marza, Oleiros y Pazos. La igl. parr. (San Miguel), es aneja de la de Sta. Maria de Cortegada. Confina el térm. N. Cortegada; E. Ansean; S. Parada, y O. Laro. El terreno es de buena calidad; comprende hácia el O. las faldas del monte Chamor: cruza por el S. un arroyo que va á desaguar en el Deza; y atraviesa por el térm. un camino que conduce á las cap. de part., y ayunt. prod.: trigo, maiz, centeno, patatas, nabos, castañas, frutas, hortaliza, vino, maderas y pastos: se cria ganado vacuno, de cerda y lanar, y hay pesca de varias clases. pobl.: 42 vec., 200 almas. contr.: con su ayunt. (V.)
(Madoz, 1849, p. 233)

En la actualidad, pertenece al municipio de Silleda. En 2022, tenía empadronados 89 habitantes.